# Енисейск
Енисе́йск — город в Красноярском крае России, административный центр Енисейского района (в который не входит).
В рамках административно-территориального устройства является краевым городом. В рамках муниципального устройства образует муниципальное образование город Енисейск со статусом городского округа как единственный населённый пункт в его составе.
Город расположен на левом, низменном берегу Енисея, ниже впадения в него Ангары, в 348 км от Красноярска.
Исторический центр города с 2000 года внесён в предварительный список Всемирного наследия ЮНЕСКО.

## История
Енисейск был основан как острог в 1619 году и благодаря своему выгодному географическому положению быстро стал административным и экономическим центром Восточной Сибири, отсюда шло движение русских землепроходцев на юг и восток.
Енисейский острог (сначала Тунгусский) был построен летом 1619 года отрядом тобольских казаков во главе с сыном боярским Петром Албычевым и стрелецким сотником Черкасом Рукиным. С 1623 года местные воеводы назначались непосредственно из Москвы. Изначально Енисейский острог был подчинён Тобольскому, а с 1629 года — Томскому разряду Приказа Казанского дворца. В 1651 году он был обновлён, а в 1667 году значительно расширен.
В 1677 году Енисейск сам становится разрядным городом; в его ведение поступают все поселения и остроги по Енисею, а также вся заенисейская Сибирь, до города Нерчинска включительно. В 1690 году население Енисейска насчитывало около 3000 человек. Основная хозяйственная деятельность — добыча пушнины. В 1645—1646 годах товарооборот енисейского рынка превышал 60 тысяч рублей. В начале XVII века ежегодный сбор десятинной пошлины в Енисейской таможне составлял около 500 рублей. Неконтролируемая добыча пушнины к 1660-м годам привела к сокращению пушной торговли. В 1684 году появился Указ о запрещении в уездах, входивших в Енисейский разряд, охоты на соболей. Торговля мехами была переведёна в государственную монополию. Свобода внутренней торговли пушниной была возвращёна указом от 26 июля 1727 года. Второй по важности вид деятельности — рыботорговля и рыбный промысел. Самым крупным торговцем рыбой на севере Енисея в начале XVIII века был енисейский посадский Никита Верещагин.
В 1708 году, в связи с созданием губерний и упразднением разрядов, Енисейск становится уездным городом в составе вновь образованной Сибирской губернии.
C 1724 по 1775 год Енисейск являлся главным городом Енисейской провинции. Наибольшего расцвета город достиг в середине XVIII века, превратившись в крупный ремесленно-торговый центр. В 1743 году были построены каменные гостинные ряды. В 1765 году в Енисейске насчитывалось 143 купца первой гильдии и свыше 1200 второй гильдии.
Енисейская ярмарка была главным центром пушной торговли Сибири в XVIII веке. Енисейск располагался между водными путями Западной и Восточной Сибири. Ярмарка проводилась ежегодно с 1 по 15 августа. Западносибирские купцы привозили на ярмарку мануфактурные и галантерейные товары, виноградное вино и т. д. Восточносибирские купцы привозили на продажу кяхтинские товары. Енисейский купец Матвей Фёдорович Хороших, разбогатевший на торговле пушниной, становится в начале XIX века самым влиятельным из енисейских купцов. Долгое время он оставался единственным в Енисейске купцом первой гильдии.
| Годы | 1784 | 1798 | 1800 | 1806 | 1808 | 1812 | 1816 | 1823 | 1830 | 1835 | 1840 | 1845 | 1850 | 1854 |
| ---- | ---- | ---- | ---- | ---- | ---- | ---- | ---- | ---- | ---- | ---- | ---- | ---- | ---- | ---- |
| чел. | 265  | 192  | 167  | 214  | 251  | 86   | 81   | 43   | 68   | 86   | 70   | 74   | 95   | 118  |

| Годы  | 1790-е | середина | 1820-х | 1833 | 1840 | 1851 | 1856 |
| ----- | ------ | -------- | ------ | ---- | ---- | ---- | ---- |
| лавок | 112    | 123      | 135    | 131  | 139  | 164  |      |

В 1789 году в Енисейске начала работать городская дума.
В начале XIX века Енисейская ярмарка утратила своё значение, а вместе с ней стало падать и значение самого города, который был опять переведён в разряд уездных городов. Торговля мехом переместилась на Ирбитскую и Туруханскую ярмарки. После строительства Сибирского тракта большая часть грузоперевозок стала осуществляться не водным, а гужевым транспортом. Так, к началу XIX века водным транспортом перевозилось всего 10—30 % китайских товаров, приобретённых в Кяхте.
С 1796 года — уездный город Тобольской губернии, с 1804 года — Томской губернии, а с 1822 года — вновь образованной Енисейской губернии.
В 1840-е годы Енисейск становится базой крупного золотопромышленного района (см. также Золотая лихорадка в Сибири). В 1860-е добыча золота упала, что тяжело отразилось на экономике Енисейска: сократились промыслы, сократилось производство, начался отток капитала.
3 июля 1869 года произошёл крупный пожар. Сгорели 14 обывательских дворов, спиртоочистительный подвал, пять торговых лавок, множество жилых и нежилых построек. Погибло два человека. Пострадала Троицкая церковь. Убытки оценивались до 50 тысяч рублей. 27 августа 1869 года ещё один пожар уничтожил почти весь город, кроме нагорной части. Пожар начался на Барабинской улице около 10 часов утра. От сильного ветра пламя перекинулось на центр города. Сгорели присутственные места, гостиный двор и около 2 тысяч домов, пять церквей. Полностью была уничтожена огнём Троицкая церковь. При пожаре получили ожоги 98 человек, около 50 утонули, пытаясь укрыться от огня в Енисее и реке Мельничной. Всего количество погибших оценивалось в сотни. Сгорели архивы церквей и монастырей, архив Енисейского духовного правления. В сентябре и октябре 1869 года было ещё несколько мелких пожаров. 4 октября 1869 года в уцелевшей части города сгорело 30 домов.
Ледоходы на Енисее и Ангаре стали причиной наводнений 27 апреля и 8 мая 1870 года.
В 1876 году установлена телеграфная связь с Красноярском.
После проведения в конце XIX века через Красноярск Транссибирской магистрали Енисейск окончательно теряет свои позиции. Население сокращается с 11500 человек в 1897 году до 7100 человек в 1917 году.
Октябрьская социалистическая революция принесла социально-политические изменения, а последующая Гражданская война причинила серьёзный ущерб населению, экономике и культуре города. В феврале 1919 года белогвардейским отрядом А. В. Колчака было подавлено Енисейско-Маклаковское восстание рабочих и солдат местного гарнизона. С другой стороны, установившаяся в 1920—1921 годах в уезде советская власть вынуждена была подавлять движение недовольных продразвёрсткой местных крестьян, во главе которого стоял подполковник А. В. Олиферов.
17 мая 1962 года Енисейск получил статус города краевого подчинения.
В подчинении Енисейского городского совета находился Верхнебельский сельсовет, образованный посёлком Верхнебельском.
В 2016 году в Енисейске археологами при раскопках в погребе воеводского двора середины XVII века была обнаружена берестяная грамота, на которой, по предварительным данным, написано ругательство. Это вторая (после Старотуруханска) берёстяная грамота, обнаруженная в Красноярском крае. Около стены острога археологи нашли изготовленный в Западной Европе 300 лет назад кувшин с изображением, возможно, бога виноделия Бахуса.

### Исторические названия улиц
С приходом к власти большевиков, в Енисейске была переименована большая часть дореволюционных названий улиц.
| Дореволюционные названия       | Современные (советские) названия |
| ------------------------------ | -------------------------------- |
| Большая улица                  | Ленина                           |
| 1-й Нагорный переулок          | Вейнбаума                        |
| 2-й Нагорно-Береговой переулок | Пролетарская                     |
| Успенская улица                | Рабоче-Крестьянская              |
| Святоградский переулок         | Худзинского                      |
| Базарная площадь               | Ул. Диктатуры Пролетариата       |
| Нагорно-Береговая улица        | Иоффе                            |
| Кедровая улица                 | Кирова                           |
| Барабинская улица              | Крупской                         |
| Алексеевский переулок          | Партизанская                     |
| Еврейская улица                | Лазо                             |
| Крестовоздвиженская улица      | Перенсона                        |
| Набережная улица               | Петровского                      |
| Ручейная улица                 | Фефелова                         |
| Спасская улица                 | Тамарова                         |
| Спасский переулок              | Марковского                      |

## Население
| 1690    | 1723    | 1856    | 1897    | 1917    | 1926    | 1931    | 1939    | 1959    | 1967    | 1970    |
| ------- | ------- | ------- | ------- | ------- | ------- | ------- | ------- | ------- | ------- | ------- |
| 3000    | ↗4500   | ↗5100   | ↗11 500 | ↘7100   | ↘6000   | ↘5800   | ↗12 764 | ↗17 047 | ↗19 000 | ↗19 880 |
| 1979    | 1989    | 1992    | 1996    | 1998    | 2000    | 2001    | 2002    | 2003    | 2005    | 2006    |
| ↗20 798 | ↗22 891 | ↘22 800 | ↘22 200 | ↘21 900 | ↘21 300 | ↘21 200 | ↘20 394 | ↗20 400 | ↘19 500 | ↘19 300 |
| 2007    | 2008    | 2009    | 2010    | 2011    | 2012    | 2013    | 2014    | 2015    | 2016    | 2017    |
| ↘19 200 | ↘19 100 | ↘19 007 | ↘18 766 | ↗18 800 | ↘18 640 | ↘18 529 | ↗18 561 | ↘18 359 | ↘18 156 | ↘17 999 |
| 2018    | 2019    | 2020    | 2021    |         |         |         |         |         |         |         |
| ↘17 826 | ↘17 805 | ↘17 774 | ↘17 537 |         |         |         |         |         |         |         |

На 1 января 2025 года по численности населения город находился на 704-м месте из 1124 городов Российской Федерации.

## Местное самоуправление
Енисейский городской Совет депутатов
- Председатель Лобанова Наталья Викторовна

Глава города Енисейска
- Никольский Валерий Викторович. С ноября 2018 года.

## Символика

### Герб города
Современный герб Енисейска был разработан «Союзом геральдистов России» и утверждён решением муниципалитета города Енисейска 10 июля 1998 года. Описание: «В зелёном поле поверх лазоревой (голубой, синей) оконечности, два золотых соболя с червлёными (красными) глазами, обращённых друг к другу, стоящие на задних лапах на золотой тетиве опрокинутого золотого лука, держащие двумя передними лапами серебряную стрелу, остриём упирающуюся в тетиву».

### Флаг города
Флаг города был утверждён решением муниципалитета 10 июля 1998 года. За основу флага взят современный герб города Енисейска. Описание: «Флаг города Енисейска представляет собой прямоугольное двустороннее зелёное полотнище с отношением ширины к длине 2:3 и голубой полосой внизу в 1/4 высоты, с изображением фигур городского герба».
Голубая оконечность показывает реку Енисей, на берегах которой расположен город. Голубой цвет в геральдике — символ чести, славы, преданности, истины, красоты, добродетели и чистого неба. Зелёный цвет поля символизирует богатую сибирскую природу, окружающую город. Зелёный цвет также — символ здоровья.

## Часовой пояс
Город Енисейск находится в часовой зоне МСК+4. Смещение применяемого времени относительно UTC составляет +7:00.

## Климат
Город Енисейск приравнен к районам Крайнего Севера.
Метеорологическая станция была открыта в Енисейске М. О. Марксом в 1871 году.
| Показатель                          | Янв.  | Фев.  | Март  | Апр.  | Май   | Июнь | Июль | Авг. | Сен. | Окт.  | Нояб. | Дек.  | Год   |
| ----------------------------------- | ----- | ----- | ----- | ----- | ----- | ---- | ---- | ---- | ---- | ----- | ----- | ----- | ----- |
| Абсолютный максимум, °C             | −3,1  | 7,1   | 12,7  | 22,8  | 33,2  | 35,4 | 38,6 | 33,6 | 28,6 | 23,7  | 8,9   | 6,1   | 38,6  |
| Средняя температура, °C             | −25,6 | −22,4 | −15,2 | −0,4  | 7,3   | 15,0 | 18,5 | 14,7 | 8,0  | −4,9  | −11,1 | −20,9 | −3,1  |
| Абсолютный минимум, °C              | −60,8 | −55,3 | −47,1 | −35,6 | −17,1 | −3,9 | −1,2 | −3,1 | −8,9 | −33,6 | −49   | −54,5 | −60,8 |
| Норма осадков, мм                   | 28,9  | 18,7  | 17,2  | 23,2  | 43,7  | 52,5 | 58   | 70,8 | 47,1 | 45,5  | 45,3  | 35    | 485,9 |
| Источник: World Climate ВНИИГМИ-МЦД |       |       |       |       |       |      |      |      |      |       |       |       |       |

## Экономика
В настоящее время в Енисейске развивается туризм. В городе действуют музеи, проводятся экскурсии, реставрируются памятники архитектуры. Сейчас Енисейск планируют превратить в один из туристических центров края.
В послевоенные годы в Енисейске получили развитие предприятия, связанные с обслуживанием пароходства и местными нуждами. Развивались лесная, пищевая отрасли промышленности, предприятия транспорта.
Большое значение в экономике города имел механический завод, действующий с 1941 года. Сначала завод выпускал продукцию для военных нужд. В послевоенное время, с 1953 года предприятие носит название Енисейские центральные ремонтные механические мастерские (ЕЦРММ) и в дальнейшем переходит на ремонт лесной техники и судов, создаётся танковая линия. В 1963 году работало 4 цеха: тракторный, речной, токарный, литейный. В 90-е годы производственная мощь предприятия уменьшилась. В 2004 году предприятие было закрыто.
Долгое время Енисейск являлся центром лесной промышленности края. Здесь действовал крупный лесозавод, в начале 70-х преобразованный в Нижне-Енисейскую сплавную контору. Лесозавод, как и сам город, входил в Енисейско-Маклаковский лесопромышленный комплекс, но со строительством Новоенисейского ЛДК (1960) и Лесосибирского ЛДК-1 (1962) в городе Лесосибирске утратил значение центра лесной промышленности края.
Енисейск является крупным транспортным центром на Енисее. С советских времён действует Енисейское авиапредприятие, с 1938 года в гражданской авиации. Вплоть до 90-х годов аэропорт являлся крупнейшим в крае.
В 1934 из Обь-Енисейского областного управления водного транспорта было организовано Енисейское речное пароходство; с 1994 — АО «ЕРП». Действовала судостроительная верфь.
В городе активно развивалась пищевая промышленность. Действовали хлебозаводы, пищевые комбинаты, контора общественного питания, маслозавод, пивзавод, мясокомбинат.
В настоящее время в Енисейске развиваются пищевая перерабатывающая промышленность, геофизические и геологоразведочные предприятия, лесная промышленность. Сейчас в Енисейске действуют ЗАО «Енисейский лесозавод», ПО «Енисейлесосплав», АО «Енисей-мебель», ОАО «Енисейский хлеб», ОАО «Мясо», судоверфь.

## Культура и народное просвещение
Енисейск долгое время был культурным центром Енисейской губернии.
В первой половине XVIII века была открыта духовная школа при Енисейском Спасском монастыре. В 1789 году в городе появилась светская общественная школа — уездное Малое народное училище.
В 1864 году в городе открыта публичная библиотека. Библиотеку создал Н. В. Скорняков. В 1872 году открыта женская прогимназия (с 1881 года полная гимназия). В 1876 году в Енисейске начала работать мужская гимназия.
Первая книжная лавка в Енисейской губернии открылась в Енисейске 18 июля 1873 года. Лавка принадлежала Евгении Ивановне Скорняковой.
В 1883 году был открыт краеведческий музей, основанный А. И. Кытмановым и Н. В. Скорняковым. В этом же году создаётся Общество попечения начального образования в Енисейске.
В 1895 году В. А. Баландина открывает воскресную бесплатную школу для девочек, а 1898 году частную библиотеку и бесплатную народную читальню имени А. С. Баландина.
В Енисейске в настоящее время насчитывается более ста памятников истории и культуры, архитектуры. 31 июля 1970 года постановлением Госстроя РСФСР и Министерства культуры РСФСР Енисейск внесён в список 116 городов-памятников России.
Работает Енисейский музей-заповедник.

## Культурная жизнь
Енисейск был крупным центром иконописного искусства. В 1669 году в городе работали пять иконописцев. В 1760—1780-х годах были известны енисейские иконописцы Григорий Кондаков и Максим Протапопов.
К началу XIX века в Енисейске было построено девять каменных церквей. Енисейские мастера строили церкви в других городах Сибири. Например, в Красноярске енисейские мастера построили Покровскую церковь, Благовещенскую церковь, Всехсвятскую церковь, Воскресенский собор, в Канске Свято-Троицкий собор (1800—1804 гг.).

## Средства массовой информации
В 1987 году началось эфирное вещание городского телевидения. Енисейскую телестудию создали Владимир Курбатов (директор) и Владимир Казаков (редактор, телеведущий, журналист и телеоператор). В 2007 году был создан первый сайт города Енисейска Eniseisk.ru. Сегодня в Енисейске и Енисейском районе осуществляет свою деятельность медиа-группа «Енисей-Информ» (ранее — телеканал Енисей-Информ ТВ), газеты: «Енисейская правда», «Енисейск плюс», «Вестник старинного города».

## Место ссылки
Енисейск традиционно был местом ссылки.
В 1629—1630 годах воеводой Енисейска был опальный боярин С. И. Шаховский.
С 1653 по 1662 год Енисейске находился в ссылке протопоп Аввакум.
В 1697 году в Енисейск был сослан с семьёй Матвей Пушкин — сообщник И. Циклера.
В 1770-е годы отбывал ссылку Пётр Чернышёв, выдававший себя за Петра III.
В Енисейске жили в ссылке декабристы: Н. С. Бобрищев-Пушкин, А. В. Веденяпин, М. А. Фонвизин, Ф. П. Шаховской (1827—1829), А. И. Якубович.
После декабристов в Енисейск ссылали участников польских восстаний 1830 и 1863 годов.
В Енисейской ссылке также были:
- М. В. Буташевич-Петрашевский (май—декабрь 1866 года).
- С начала 1870 года в Енисейске жили сосланные в Сибирь по делу Каракозова М. О. Маркс и П. И. Маевский;
- С 1884 года — сосланный по делу «Народной воли» С. Я. Елпатьевский и с 1895 года — народоволец В. П. Арцыбушев;
- социал-демократы А. А. Ванеев, Г. С. Вейнбаум, В. В. Орлов, Г. К. Орджоникидзе, А. Г. Перенсон, Т. И. Худзинский;
- депутаты IV Государственной Думы большевики А. Е. Бадаев, М. К. Муранов, Г. И. Петровский, Н. Ф. Самойлов, И. Р. Шагов.
- В 1924 году отбывал ссылку Свт. Лука (Войно-Ясенецкий), епископ Русской православной церкви, профессор медицины и духовный писатель.

В 1930—1950-е годы XX века в Енисейск были сосланы десятки репрессированных. Среди них: профессор Б. Б. Граве; профессор С. М. Дубровский; бывшая прима Венской оперы Клара Спиваковская; писатель, журналист Р. А. Штильмарк, философ Г. Г. Шпет, сценарист Николай Эрдман, Болеслав Слосканс, Ольга Григорьевна Шатуновская и др.

## Главы города

### Городские воеводы
- Салтыков, Фёдор Петрович — 1680—1683 год;

### Городские головы
- Кобычев, Александр Григорьевич;
- Баландин, Алексей Софронович — 1858—1861 год и 1876—1879 год;
- А. А. Грязнов купец I гильдии[46] — 1868 год
- Кытманов, Игнатий Петрович
- Дементьев, Николай Никандрович — 1883—1888 год;
- Востротин, Степан Васильевич — 1894—1898 год;
- Харченко, Василий Михайлович — 1898—1902 год.

### Мэры
- Никольский, Валерий Викторович — ноябрь 2018 года — по настоящее время.

## Памятники архитектуры
В Енисейске расположены 18 старинных храмов и множество зданий, являющихся памятниками архитектуры. К 400-летию города, к концу лета 2019 года, проводится глобальная реконструкция, при которой бережно восстанавливается около сотни исторических памятников. В Богоявленском соборе реставрирована колокольня, Троицкая церковь восстановлена практически с нуля по фотографиям и картинам и имеет чугунную плитку на полу, выполненную по образцам XVIII века. Весь городок оформляется в едином стиле с сохранением уникальных деталей — вековых резных ставней и наличников.
- Спасо-Преображенский монастырь (основан в 1642 году)
- Богоявленский собор[фр.] (1738—1764)
- Воскресенская церковь (1735—1747)
- Троицкая церковь (1772—1776)
- Успенская церковь (1793—1818)
- здание Енисейского краеведческого музея (1747—1753)

## Народное просвещение
В Енисейске с 1931 года работало педагогическое училище, реорганизованное позднее в педагогический институт и переведённое затем в город Лесосибирск, где и существует до сих пор. Сейчас работают Енисейский педагогический колледж, средние школы № 1 им. Кытманова (бывшая мужская гимназия), № 2, № 3, № 7 (микрорайон Полюс), № 9 (с 2010 года), православная гимназия, спортивная, музыкальная, хореографическая и художественная школы, Центр детского творчества, Станция юных натуралистов.

## Транспорт

### Автомобильное сообщение
Енисейск — конечный пункт «Енисейского тракта», автодороги краевого значения 04К-044. Магистраль связывает город с Лесосибирском и Красноярском, а через него с сетью российских дорог.

### Автобусное сообщение
В Енисейске работают городские и пригородные маршруты. Перевозчик — МП «Енисейское АТП». Маршруты обслуживаются автобусами среднего и большого класса. Действует автовокзал Енисейск, соединяющий город с Красноярском и другими населёнными пунктами.
Городские маршруты:
- № 1 Аэропорт — Полюс
- № 2А Школа № 9 — Полюс
- № 3 Магазин № 41 — улица Ванеева
- № 4 Школа № 9 — Лесозаводская
- № 5 Улица Ванеева — Магазин № 41
- № 8 Школа № 9 — Лесозаводская

Пригородные маршруты:
- № 102 Школа № 9 — Озерное
- № 103 Школа № 9 — Прутовая
- № 104 Улица Ванеева — Озерное
- № 107 Школа № 9 — Верхнепашино
- № 107А Озерное — Верхнепашино
- № 108 Енисейск (автовокзал) — Погодаево
- № 108а Енисейск (автовокзал) — Шадрино
- № 109 Енисейск (автовокзал) — Горская
- № 111 Енисейск (автовокзал) — Подтёсово
- № 111а Енисейск (автовокзал) — Епишино

Междугородные маршруты:
- Красноярск — Подтёсово[49]

### Воздушное сообщение
В 5 км к северо-западу от центра — гражданский аэропорт третьего класса «Енисейск».

### Водное сообщение[50]
Пассажирская пристань «Енисейск» расположена в центре города. По состоянию на 2022 год с апреля по октябрь действуют маршруты скоростных судов: Енисейск — Бор, Красноярск — Дудинка. От пристани «Прибрежная», расположенной в трёх километрах от деревни Борки, восемь раз в день отправляется паром к деревне Еркалово.

## В культуре
В 2017 году в Енисейске снимался полнометражный фильм «Маняшино озеро» по одноимённому рассказу писательницы Елены Петровой.
В 2019 году в журнале «День и Ночь» в выпуске № 6 вышла повесть С. Малаховой «Енисейск».

## Известные люди
- Кандалов, Иннокентий Иванович (1891―1962) ― советский гидротехник, учёный, преподаватель, доктор технических наук, заслуженный деятель науки и техники Узбекской ССР[55].